# وارين بيت
وارين بيت (بالإنجليزية: Warren Pitt)‏ هو سياسي أسترالي، ولد في 14 مارس 1948 في كيرنز في أستراليا. حزبياً، نشط في حزب العمال الأسترالي. وقد انتخب عضو المجلس التشريعي ولاية كوينزلاند.